# IJsselham
IJsselham est un hameau et une ancienne commune dans la commune néerlandaise de Steenwijkerland, dans la province d'Overijssel.
IJsselham a donné son nom à une commune d'Overijssel de 1973 à 2001. Le 1er janvier 1973, les anciennes communes de Blankenham, Kuinre et Oldemarkt fusionnent. La commune de fusion ainsi créée prend le nom d'IJsselham, du nom d'un petit hameau, jadis une paroisse-mère, d'où furent fondées d'autres paroisses de la région.
Cette commune fut supprimée le 1er janvier 2001 et rattachée à Steenwijk. Cette commune a changé de nom en 2003 pour devenir Steenwijkerland.